# Le Bosc-Renoult
Le Bosc-Renoult är en kommun i departementet Orne i regionen Normandie i nordvästra Frankrike. Kommunen ligger i kantonen Vimoutiers som tillhör arrondissementet Argentan. År 2022 hade Le Bosc-Renoult 259 invånare.

## Befolkningsutveckling
Antalet invånare i kommunen Le Bosc-Renoult
| Referens: INSEE |